# Стойкович, Лена
Лена Стойкович (хорв. Lena Stojković; род. 3 января 2002, Сплит) — хорватская тхэквондистка. Бронзовый призёр летних Олимпийских игр 2024 года, двукратная чемпионка мира 2022 и 2023 годов, двукратная чемпионка Европы 2021 и 2022 годов. Бронзовый призёр летних юношеских Олимпийских игр. 

## Биография
Лена Стойкович родилась 3 января 2002 года.

## Карьера
Лена на международных соревнованиях по тхэквондо выступает с 2015 года. 
На летних юношеских Олимпийских играх 2018 года в Буэнос-Айресе в весовой категории до 44 килограммов Ленак смогла завоевать бронзовую медаль. 
В 2021 году на чемпионате Европы в Софии, в Болгарии, Лена стала обладателем золотой медали. В финале она победила спортсменку из России Ларису Медведеву. Через год на чемпионате Европы в Манчестере, Стойкович вновь стала чемпионкой, на сей раз одолев в финале спортсменку из Турции Эмин Гёкебакан. 
В 2022 году на чемпионате мира в Гвадалахаре, в Мексике, Лена в категории до 46 килограммов завоевала золотую медаль. В финале она смогла одолеть именитую соперницу из Турции Рукийе Йылдырым. 
В 2023 году на чемпионате мира, который состоялся в Баку, в категории до 46 кг, Лена второй раз в карьере стала чемпионкой мира. В финальной схватке она победила спортсменку из Таиланда Камончанок Сикен.
На летних Олимпийских играх 2024 года в Париже, в весовой категории до 49 кг стала обладательницей бронзовой медали. В схватке за третье место поборола турецкую спортсменку Мерве Динчел.

## Награды
- Орден Хорватской звезды с ликом Франьо Бучара (14 ноября 2024 года)[4]